# Tetragonia microptera
Tetragonia microptera là một loài thực vật có hoa trong họ Phiên hạnh. Loài này được Fenzl miêu tả khoa học đầu tiên.